# Maunabo

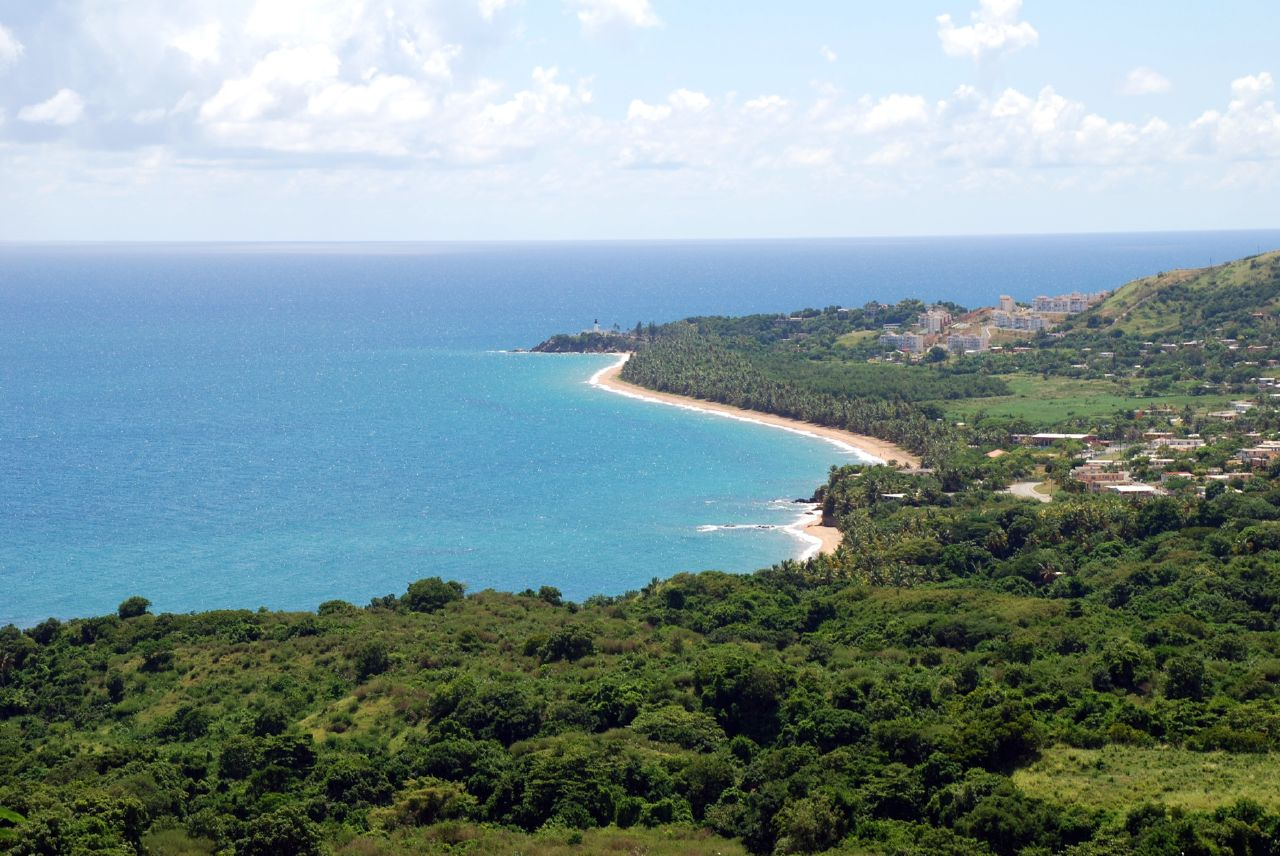
Costa de Maunabo

Maunabo es un municipio del Estado Libre Asociado de Puerto Rico, ubicado en el sureste de la isla, al este de Patillas y al sur de Yabucoa. Según el censo de 2020, tiene una población de 10 589 habitantes.

## Historia
Maunabo deriva su nombre de Manatuabón, que era como los taínos conocían al río que riega el pueblo, Río Maunabo en la actualidad.  
Sus primeros pobladores fueron vecinos de Guayama que, una vez desaparecidos los Caribe, los corsarios y más tarde los alemanes, en el siglo XIX, iniciaron el poblamiento de las costas del este.
Según el historiador Cayetano Coll y Toste, la fundación del pueblo tuvo lugar en 1779. Otros investigadores, en cambio (Pedro Tomás de Córdova y Manuel de Ubeda y Delgado), afirman que la fecha correcta es el año de 1799. Al mismo tiempo quedó organizada la parroquia bajo la advocación de san Isidro Labrador y santa Maria de la Cabeza.
Las obras municipales fueron realizándose a lo largo de las primeras décadas del siglo XIX. La Casa del Rey se concluyó en 1825. Tres años después el municipio estaba integrado por los barrios Emajagua, Palo Seco, Quebrada Arenas y Talante. Llama la atención que el primero de los citados barrios lleve el nombre del árbol emajagua con un arcaísmo, ya que "emajagua" había dejado de usarse mucho antes; solo se conserva en Cuba y otros países hispanoamericanos.

## Barrios
Maunabo se divide en 10 barrios:
1. Calzada
2. Emajagua
3. Lizas
4. Matuyas Alto
5. Matuyas Bajo
6. Maunabo barrio-pueblo
7. Palo Seco
8. Quebrada Arenas
9. Talante
10. Tumbao

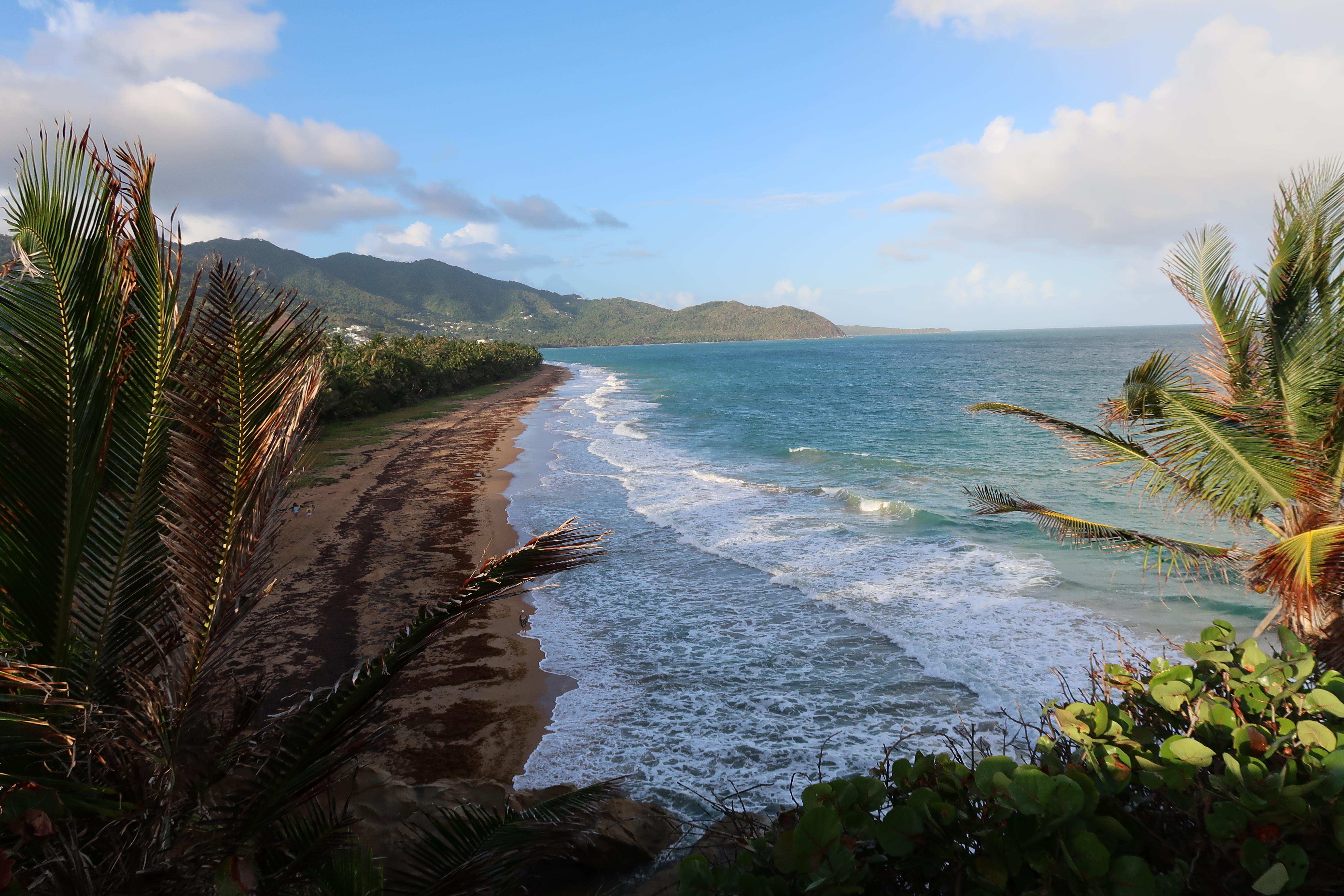
Playa Punta Tuna

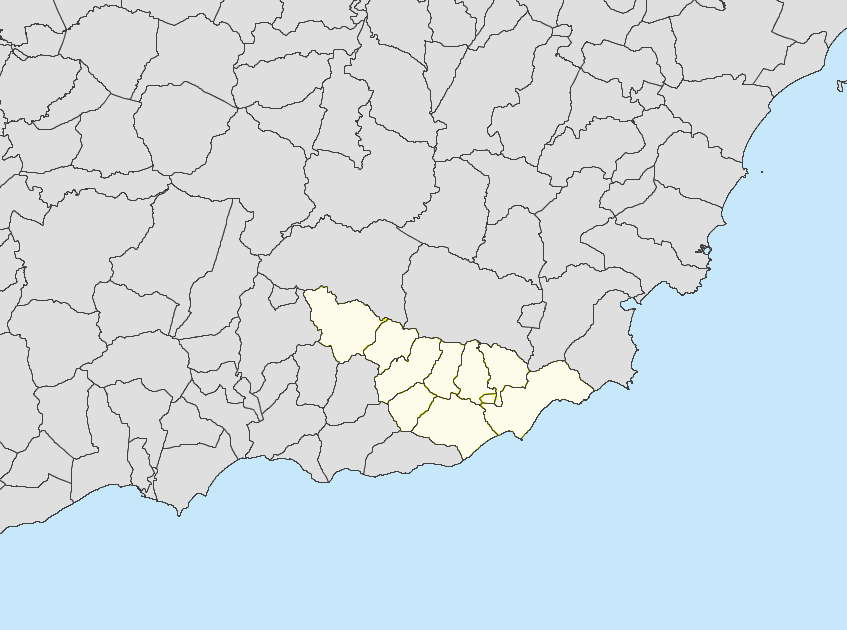
Subdivisiones de Maunabo.

El 8 de agosto de 1899 la población y sus barrios sufrieron la furia del huracán San Ciriaco, que destruyó casi todas las viviendas y derribó el ingenio azucarero "La Bordaleza". En 1902 la Asamblea Legislativa de Puerto Rico aprobó una Ley para la Consolidación de ciertos Términos Municipales por la cual se eliminó el municipio de Maunabo y se anexaron sus barrios al de Yabucoa. Esta situación se mantuvo así hasta 1905, cuando una nueva ley derogó la anterior y restituyó a Maunabo su condición de municipio, con los barrios que había tenido en 1902.

## Localización

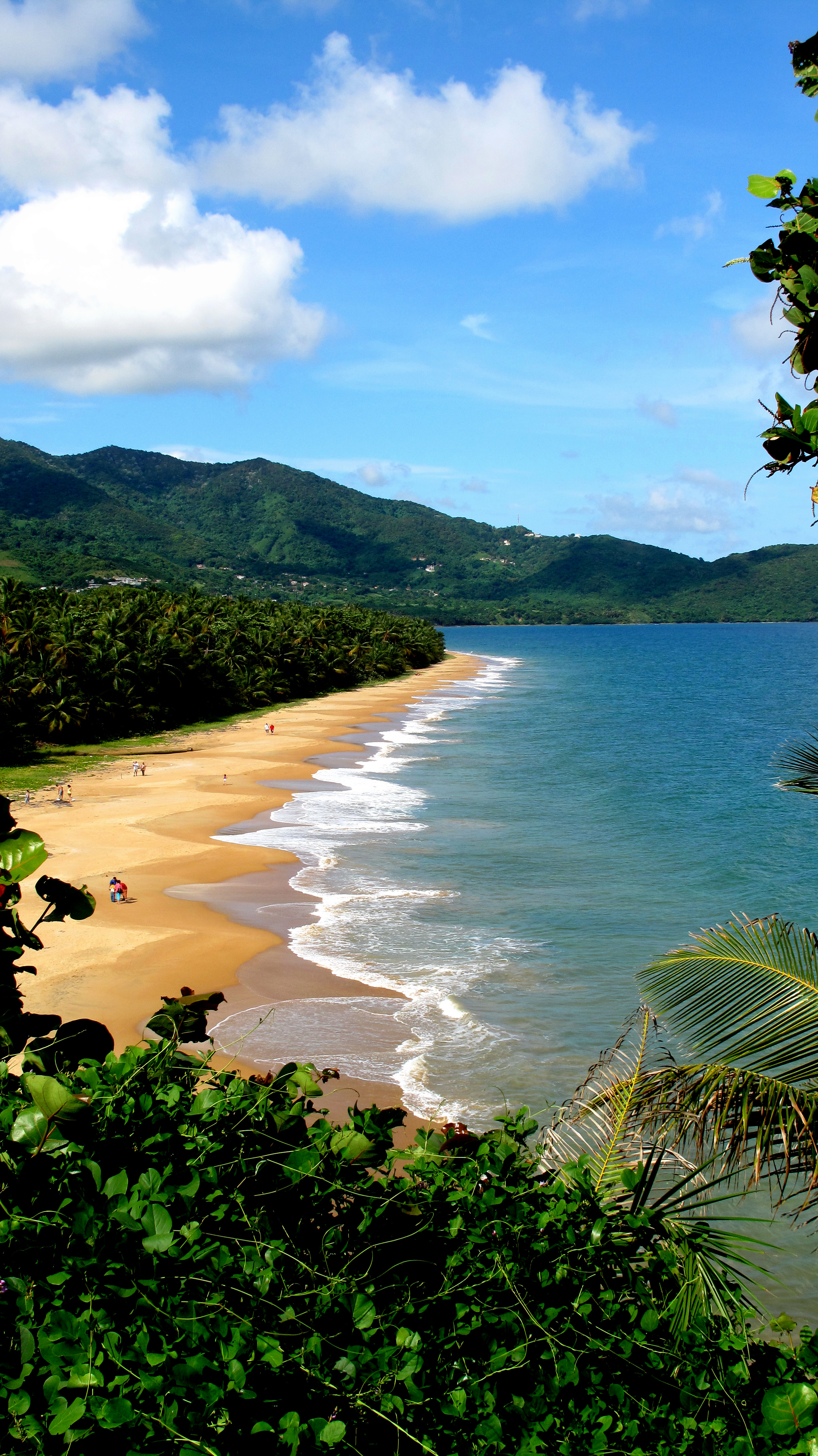

El municipio de Maunabo queda exactamente en la esquina sureste de Puerto Rico. Al norte y al noroeste colinda con el municipio de Yabucoa. Al suroeste le queda el municipio de Patillas y al este y sureste le queda el mar Caribe. 
Está localizado exactamente en una cuchilla que forman las Sierras de Pandura al norte, la cual es una continuación de la Sierra de Cayey, y al suroeste de Sierra Guardarraya. La zona urbana queda aproximadamente equidistante de los límites del municipio al norte y al sur, pero queda próximo a su costa, en la parte más ancha de su valle, o sea, el valle del río Maunabo. 
El municipio está situado en las coordenadas 17°59′59″N 65°53′47″O / 17.99972, -65.89639 (17.999786, -65.896403), a una altura de 5 metros sobre el nivel del mar.

## Tamaño
El tamaño del municipio es de 72,21 km². Los barrios en orden ascendente de tamaño quedan así: Emajaguas, 2691 cuerdas; Matuyas Alto, 2285 cuerdas; Calzada, 2029 cuerdas; Palo Seco, 1876 cuerdas; Lizas, 1475 cuerdas; Quebrada Arenas, 1118 cuerdas; Matuyas Bajo, 1065 cuerdas, y Talante, 1019 cuerdas.[cita requerida]

## Regiones
El término municipal se compone de tres regiones geográficas: valle de Maunabo, que queda en la parte sur-central y que cubre 23% del área total; colinas semiáridas del sur, que cubren 27% del área aproximadamente, y región de montaña del este, que cubre aproximadamente un 50%. El 98% de la tierra es utilizable. 

## Hidrografía
El río Maunabo nace en la altura, en la colindancia entre los municipios de Maunabo, Yabucoa y Patillas. Es de curso continuo y corre a todo lo largo del valle en dirección sureste, dividiendo éste en casi dos mitades y desembocando en el Mar Caribe, tres kilómetros al sur del pueblo. Hay otras corrientes de agua de menor importancia, entre ellas la Quebrada Arenas.

## Orografía
Los tres puntos de mayor elevación en el municipio son en la Sierra de Guardarraya, el pico Hutton, con 1799 pies de altura y en la Sierra de Pandura, el cerro El Sombrerito (no se confunda con Cerro Santa Elena) con 1722 pies de altura y el cerro de la Pandura con 1692 pies de altura. Estos últimos dos cerros, así como la Sierra de Pandura en general es región de roca eruptiva, que se conoce por los grandes peñascos de granito que allí se encuentran.

## Clima
El promedio de precipitaciones para el municipio de Maunabo es de 80 pulgadas al año (2030mm), aunque hay años en que solo han caído 3 pulgadas (77mm). La temperatura promedio es de 78 °F (25,5 °C), con una baja de 68 grados y una alta de 88 grados.

## Escudo y Bandera
El escudo de Maunabo fue aprobado oficialmente en 1985 por la Asamblea Municipal. Los esmaltes plata y verde representan la caña de azúcar florecida que fuera la principal fuente de riqueza de Maunabo desde su fundación como pueblo. 
La cabría en sínople (la figura en forma de trípode), alude a las dos cadenas de montañas dispuestas en forma de V, que por los dos lados norte y sur resguardan el pueblo de Maunabo: Sierra de Pandura y Sierra de Guardarraya. El faro en la parte superior del escudo representa la presencia española, el Faro Punta Tuna es la construcción más antigua del municipio.
Los yugos flanqueando el faro son emblemas de la agricultura y simbolizan así a San Isidro Labrador, santo patrón del pueblo.
La bandera de Maunabo es un paño verde atravesado diagonalmente por una franja blanca. En cada esquina de los dos triángulos verdes resultantes, figuran sendos yugos de color amarillo. Los yugos, como emblema de la agricultura, representan a San Isidro Labrador patrón de Maunabo.